# Mike Droesse
Michael David Droese (20 de agosto de 1968) es un luchador profesional retirado y maestro de educación especial estadounidense. Es conocido por sus apariciones en la World Wrestling Federation entre 1994 y 1996 bajo el nombre de Duke "The Dumpster" Droese.

## Carrera
Droese fue entrenado por Bobby Wales. Hizo su debut en Miami, Florida en febrero de 1990 al derrotar a Johnny Blade en su primer partido. Droese luchó en varios circuitos independientes de Florida en la primera mitad de la década de 1990. En 1993, Droese luchó bajo el nombre de "Garbage Man", que fue la inspiración para el truco que usaría al año siguiente en la World Wrestling Federation. Antes de firmar con la WWF, Droese luchó con el nombre de Rocco Gibraltar.

## Vida Personal
Después de dejar la lucha libre, Droese obtuvo una maestría en la Universidad de Miami.
 Comenzó a trabajar como profesor de educación especial en la escuela primaria Centertown en McMinnville, Tennessee donde también ha sido entrenador de fuerza.
El pie izquierdo de Droese fue amputado debido a una infección estafilocócica.

### Problemas legales
El 13 de septiembre de 2013, Droese fue acusado de tres cargos de entrega de una sustancia controlada, habiendo vendido oxicodona y buprenorfina a un informante policial encubierto en julio de 2013. Se le impuso una condena de tres años, con 30 días de prisión, y una multa de 2.000 dólares. Posteriormente, renunció a su puesto docente.
El 5 de mayo de 2025, Droese fue arrestado en el condado de Warren, Tennessee, y acusado de un cargo de intento de explotación sexual de un menor, tras ser acusado de intentar usar criptomonedas. La transacción fue rechazada por Coinbase, que luego alertó a la Oficina Federal de Investigaciones sobre lo que Droese supuestamente estaba intentando hacer. Tras una investigación, Droese fue arrestado y enviado a la cárcel del condado de Warren, donde se le fijó una fianza de 10.000 dólares.

## Campeonatos y logros
- Pro Wrestling Illustrated
  - 130° entre los 500 mejores luchadores individuales en  PWI 500 (1995)

- Catch Wrestling Association
  - CWA World Heavyweight Championship (1 vez)

- Championship Wrestling from Florida
  - NWA Florida Heavyweight Championship (1 vez)

- World Wrestling Federation
  - Slammy Award (1 vez)
    - Most Smelliest (1994)